# ایستگاه دامپروری، اصلاح بز کرکی
ایستگاه دامپروری، اصلاح بز کرکی، یک آبادی از توابع بخش مرکزی شهرستان بافت در استان کرمان، کشور ایران است. در این آبادی مرکز تحقيقاتي اصلاح نژاد و پرورش بز کرکی، در سال ۱۳۴۲ در کیلومتر ۴ جاده بافت – سیرجان احداث و در سال ۱۳۴۴ با ۱۳ نفر پرسنل انسانی و ۱۷۰ رأس دام آغاز به کار نموده است. هدف از تأسیس این ایستگاه تولید بز نر اصلاح نژادی به منظور ارتقاء خصوصیات اقتصادی و به خصوص بهبود صفات کمی و کیفی کرک در بین گله های مردمی پرورش دهنده بز کرکی نژاد رایینی بوده است. این واحد دارای  ۲۰۰۰ مترمربع فضای مسقف و غیر مسقف، با تعداد موجود ۵۰۰ رأس بز کرکی خالص نژاد رایینی می باشد و قابل افزایش تا ظرفیت پرورش ۱۵۰۰ رأس دام را داراست. همچنین این واحد ۲۰۰ مترمربع ساختمان اداری و آزمایشگاه و نیز ۴۰۰ مترمربع انبار علوفه قابل استفاده دارد. البته ساختمان مرغداری و گاوداری مستهلک به مساحت ۱۲۰۰ مترمربع نیز موجود است که در صورت مرمت قابل استفاده هستند. 
مزرعه ایستگاه
مزرعه ایستگاه درجنوب روستای کشکوئیه به فاصله ۴۵ كيلومتري شهرستان بافت واقع شده وکل اراضی مزرعه ۱۴۷ هکتار می باشد که زیر کشت جو و یونجه جهت تأمین علوفه مورد نیازدام ایستگاه مي باشند.

## جمعیت
این آبادی در دهستان بزنجان قرار دارد و براساس سرشماری مرکز آمار ایران در سال ۱۳۹۵، سکنه آن کمتر از ۳ خانوار بوده‌است.